# 索洛維耶夫山
71°41′S 12°19′E / 71.683°S 12.317°E
索洛維耶夫山（英語：Mount Solov'yev）是南極洲的山峰，位於東部南極洲的毛德皇后地，屬於沃爾塔特山脈中西彼得曼山脈的一部分，由德國探險隊發現。